# 弘幸
弘幸（日语： Hiroyuki；1982年4月23日—），日本男性漫画家，同人社团的名字是“自称清純派”。身高175公分，体重60公斤。

## 人物
东京动画学院毕业。有一段时间作为动画工作者工作，但是后来停止了。现在主要进行同人活动。同人社团的名字是“自称清純派”。
自画像是以细线为四肢的短裤，因此有时候自称“短裤君”。短裤君的形象不仅在他漫畫作品的單行本附页中出现，也在以它为主角的同人志中出现，已经成为一个确定的角色。在漫畫作品《造夢同人誌》的动画中，短裤君经常活跃在露里身边，为它配音的是落合祐里香。
他的同人誌中，基于《月姬》和《Fate/stay night》的较多。
他是日本女性漫画家惠廣史的弟弟。尊敬的漫画家是赤松健，其漫畫作品與赤松健一樣不乏美少女殺必死畫格。

## 漫畫作品

### 单行本
- 《造夢同人誌》全六卷（正篇5卷+外篇1卷），已完结
- 《漫畫家與助手》第一部全十卷，第二部全一卷
- 《天才的超級戀愛》全一卷
- 《單蠢女孩》：《週刊少年Magazine》2012年52號開始連載，後移籍到《別冊少年Magazine》繼續連載，全12冊。
- 《女朋友 and 女朋友》：《週刊少年Magazine》2020年14號開始連載。2023年五月完结，全16卷。